# Josef Sattmann
Josef Sattmann (* 16. Dezember 1947; † 31. März 2019 in Wertheim) war ein deutscher Fußballspieler, der als Linksaußen im damaligen WM-System beim SV Alsenborn von 1967 bis 1969 in der zweitklassigen Regionalliga Südwest 39 Ligaspiele mit neun Toren absolviert hat. Der schnelle Flügelstürmer gewann mit Alsenborn in seiner ersten Regionalligasaison 1967/68 die Meisterschaft und trat noch in allen acht Spielen mit dem SVA in der Bundesligaaufstiegsrunde an, in denen er drei Tore erzielte.

## Laufbahn
In Alsenborn hatte sich der Kapitän der Weltmeistermannschaft von 1954, Fritz Walter, in seiner neuen Wohnheimat zu einer „betreuenden und beratenden Tätigkeit“ beim heimischen SVA überreden lassen. Im Jahresrhythmus stiegen die Alsenborner von 1963 bis 1965 aus der A-Klasse Westpfalz, über die 2. Amateurliga Westpfalz und 1. Amateurliga Südwest, bis zur Saison 1965/66 in die Regionalliga Südwest auf. 
Vor der dritten Regionalligarunde von Alsenborn, 1967/68, fiel Fritz Walter bei einem Freundschaftsspiel gegen eine Amateurauswahl ein schneller Flügelspieler auf, da sich der gute Alsenborner Verteidiger Roland Kirsch sehr schwer gegen den unbekannten Amateurfußballer getan hatte. Es war der 19-jährige Josef Sattmann vom SV Viktoria Wertheim aus der 2. Amateurliga Odenwald, welcher in der Saison 1965/66 für Wertheim 29 Spiele in der 1. Amateurliga Nordbaden bestritten und dabei sechs Tore erzielt hatte.
Nach Vermittlung eines Arbeitsplatzes für den gelernten Glasbläser zog der junge Mann aus dem Main-Tauber-Kreis in die Pfalz. Zusätzlich kam noch mit Alfons Wachter ein Spieler vom SC Neuburgweier aus dem südlichen Fußballkreis Karlsruhe auf Hinweis von Franz Schmitt nach Alsenborn. Die verstärkte Offensive – insbesondere durch den Sprinter am linken Flügel – brachte den großgewachsenen Mittelstürmer Jürgen Schieck, derart gut ins Spiel, dass sich der Kopfballspezialist mit 31 Treffern die Torjägerkrone im Südwesten eroberte, und das Team vom Stadion an der Kinderlehre der Meisterschaftsgewinn gelang. Zum Meisterschaftserfolg hatte Sattmann sechs Tore in 30 Ligaspielen beigesteuert. Der Neuzugang gehörte zusammen mit Fritz Fuchs, Lorenz Horr, Jürgen Schieck und Franz Schmitt einer fünfköpfigen Gruppe an, die alle 30 Rundenspiele für Alsenborn bestritten hatte. Der vorherige Amateur aus Wertheim startete mit Alsenborn am 14. August 1967 mit einer 0:2-Heimniederlage gegen Saar 05 Saarbrücken in die Regionalliga. Am 18. September konnte er sich erstmals beim Spiel gegen den SC Friedrichsthal in die Torschützenliste eintragen, gegen den Absteiger erzielte der Flügelflitzer auch am 19. Februar 1968 beim 3:1-Heimerfolg seinen sechsten Treffer. Das Zusammenspiel mit dem filigranen Techniker Franz Schmitt auf Halblinks brachte seine herausragende Schnelligkeit sehr gut zur Geltung.
In der Aufstiegsrunde wurde die Dorfmannschaft hinter Hertha BSC und Rot-Weiss Essen mit 8:8 Punkten Dritter. Sattmann hatte alle acht Aufstiegsrundenspiele gegen Hertha BSC, Rot-Weiss Essen, SC Göttingen 05 und den FC Bayern Hof absolviert und drei Tore erzielt. Die Zweikämpfe gegen Abwehrspieler mit der Qualität eines Klaus Matz, Peter Klepatz, Uwe Witt, Hans Eder, Tasso Wild, Ivan Šangulin, Hans Felbinger, Roland Peitsch, Heinz Stauvermann, Werner Kik und Hans Dörre waren dabei Herausforderungen der besonderen Art. Von Seiten des Zuschauerzuspruchs ragten die Heimspiele gegen Hertha BSC (2:1) vor 36.000 beziehungsweise Essen (1:1) vor 40.000 Zuschauern im Südweststadion in Ludwigshafen heraus. Den Höhepunkt bildete das Schlussspiel am 23. Juni 1968 gegen den Aufsteiger Hertha BSC (1:1) vor 78.000 Zuschauern im Berliner Olympiastadion. Die Alsenborner Mannschaft mit Torhüter Manfred Krei, dem Verteidigerpaar Roland Kirsch und Fritz Fuchs, der Läuferreihe mit Erwin Rödler, Klaus Schmidt und Wolfgang Röhring konnte der Hertha in Verbindung mit den Halbstürmern Lorenz Horr und Franz Schmitt, sowie den Angriffsspitzen Manfred Feldmüller, Jürgen Schieck und Josef Sattmann der Hertha Paroli bieten und bot den begeisterten Zuschauern ein Spiel auf Augenhöhe.
Vor der Saison 1968/69 hatte Alsenborn den Verlust von Torjäger Schieck zu verkraften, begegnete dieser Personalie mit der Verpflichtung von weiteren Talenten aus dem Amateurlager wie Werner Adler, Manfred Lenz, Franz Schwarzwälder, Erwin Schwehm, Matthias Volk und Alban Wüst. Sportlich wurde die Situation von der Mannschaft gut angenommen. Der 20-jährige Sattmann lief in den ersten neun Ligaspielen auf seiner Stammposition am linken Flügel auf und erzielte in den Spielen gegen Worms, Saar 05 und Völklingen je einen Treffer. Dann wurde er aber in den letzten Oktobertagen 1968 in einen Autounfall verwickelt, wo er einen schweren Schädelbasisbruch und weitere Kopfverletzungen erlitt. Durch die Schwere der Verletzungen und die Langzeitfolgen konnte das hoffnungsvolle Talent seine sportliche Laufbahn nicht mehr fortsetzen. Nach 39 Regionalligaeinsätzen mit neun Toren endete auf tragische Weise die fußballerische Laufbahn des 20-jährigen Fußballers Josef Sattmann.
In den Ausführungen zum SV Alsenborn im Buch über die Bundesligaaufstiegsrunden wird von Heinrich Breyer in dem Klartext-Buch aus dem Jahr 1990 über Josef Sattmann festgehalten: „Da hatten sie irgendwo aus dem Odenwald einen neuen Stürmer geholt, Sepp Sattmann, der sich in kürzester Zeit zum Liebling im Südwesten entwickelte und dem Fachleute eine strahlende Zukunft prophezeiten. Er ließ in der Tat alle Merkmale eines zukünftigen Nationalspielers erkennen, und ein halbes Dutzend Bundesligaklubs stand schon Schlange. Er dribbelte wie Littbarski und schoß wie Helmut Rahn.“
Für Alsenborn kam aber auch noch der Unfalltod von Trainer Render im April 1969 in dieser Saison hinzu. Horr und Stopper Klaus Schmidt leiteten in den nachfolgenden Wochen interim das Training und die Mannschaftskameraden von Josef Sattmann zogen als Südwesttitelverteidiger zum zweiten Mal in die Aufstiegsrunde ein.